# 川口市立仲町小学校
川口市立仲町小学校（かわぐちしりつ なかちょうしょうがっこう）は、埼玉県川口市西川口にある公立小学校。

## 沿革
- 1873年 - 横曽根学校として創立
- 1886年 - 精神学校に改称
- 1889年 - 横曽根村立精神学校に改称
- 1898年 - 浮間分教場を設置
- 1916年 - 浮間分教場を廃止
- 1938年 - 第六尋常高等小学校（現：川口市立飯塚小学校）を分離
- 1941年 - 川口市第三国民学校に改称
- 1947年 - 川口市立仲町小学校に改称
- 1952年 - 川口市立飯仲小学校を分離
- 1954年 - 川口市立並木小学校を分離
- 1959年 - 川口市立原町小学校を分離
- 1964年 - 校歌、校章制定[1]

## 教育目標
- かしこい子
- やさしい子
- たくましい子[2]

## 通学区域
- 仲町 - 一部
- 西川口1丁目 - 全域
- 西川口2丁目 - 全域
- 西川口3丁目 - 全域
- 西川口4丁目 - 全域
- 西川口5丁目 - 全域
- 西川口6丁目 - 全域[3]

## 卒業生
- 奥ノ木信夫 - 政治家